# Société des boissons du Maroc
Die Société des boissons du Maroc S.A. (arabisch شركة مشروبات المغرب, DMG Šarikat Mašrūbāt al-Maġrib) ist ein marokkanisches Unternehmen mit Sitz in Casablanca. Es ist auf die Herstellung und Vermarktung von Getränken spezialisiert. Die Tätigkeit der Gruppe ist hauptsächlich in vier Bereichen organisiert:
1. Mälzerei, Brauerei, Abfüllung und Verkauf von Bier
2. Vertrieb von Getränken: kohlensäurehaltige Getränke, Mineralwasser. Die Gruppe vertreibt auch die Produkte der Partner
3. Produktion und Verkauf von Wein
4. Produktion und Verkauf von Olivenöl.

Das Unternehmen betreibt vier Bierabfüllanlagen, zwei Brauereien, drei Weinverpackungseinheiten, verfügt über 600 Hektar Olivenhaine und eine Zerkleinerungs- und Lagereinheit für Olivenöl.
Wein wird auf über 1200 ha angebaut, in der Region Boulaouane, 140 km südlich von Casablanca und in der Region Meknès. Die Anlagen werden bewässert. Es handelt sich um die erste Weinbereitungsanlage in Marokko. Das Unternehmen erwirtschaftet ca. 30 % der marokkanischen Produktion.
Die Aktien sind an der Bourse de Casablanca notiert und Teil des Moroccan All Shares Index (MASI).

## Geschichte
1919 wurde die Société des Brasseries du Maroc (SBM) gegründet. 1948 wurde eine Tochtergesellschaft in Fès, die Brasserie du Nord Marocain, gegründet, im Jahre 1953 die Société de la Brasserie de Tanger (SBT) übernommen. 1966 geschah der Eintritt in das Mineralwassergeschäft durch eine Beteiligung an Sotherma. 1975 trat die Société Nationale d’Investissement (SNI) in das Unternehmen ein.
Eine Partnerschaft mit dem niederländischen Brauereikonzern Heineken für die Lizenzabfüllung von Heineken- und Amstel-Bier wurde 1980 unterzeichnet. Im Jahre 2000 wurden die Bier- und Erfrischungsgetränkeaktivitäten mit der Gründung der Société Centrale des Boissons Gazeuses (SCBG) getrennt. 2003 wurden die Anteile der SNI an SBM durch die Groupe Castel übernommen. SCBG, Sotherma und CMB Plastique wurden zur Neuausrichtung der Gruppe auf ihr Kerngeschäft verkauft.
2004 geschah die Gründung der Société Clé des Champs für den Eintritt in das Franchisesystem Nicolas in Marokko, ebenso die Beteiligung an der Société de Vinification et de Commercialisation du Maroc. 2010 wurde die Firma Euro African Water übernommen und damit das Mineralwasser Ain Ifrane am Markt eingeführt. Die Olivenöl-Zerkleinerungsanlage wurde eingeweiht. 2014 geschah der Zusammenschluss der Unternehmen Société des Brasseries du Maroc, Société des Brasseries du Nord und Société Brasserie de Tanger. 2018 wurde die Groupe des Brasseries du Maroc in Groupe des Boissons du Maroc umbenannt.